# Belbina minuta
Belbina minuta är en insektsart som beskrevs av Victor Lallemand 1922. Belbina minuta ingår i släktet Belbina och familjen lyktstritar. Inga underarter finns listade i Catalogue of Life.